# Medea (Ennio)
La Medea è una tragedia cothurnata del tragediografo e commediografo latino Quinto Ennio. Si tratta di una delle tragedie latine di età arcaica di cui è rimasto il maggior numero di frammenti, diciassette, ed è possibile ricostruirne con una certa precisione la trama originaria.

## Trama
Il mito di Medea fu senz'altro tra i più noti dell'antichità greca e romana, e costituì il soggetto di numerosissime tragedie: la principale fu la Medea del tragediografo greco Euripide, mentre nel mondo latino si contavano, oltre a quella di Ennio, che prese come suo modello proprio Euripide, quelle di Accio, Ovidio, Seneca e Lucano.
La storia narrata nella tragedia si svolge successivamente ai fatti delle Argonautiche: dopo la conquista del vello d'oro, Giasone e Medea giungono a Iolco, dove Medea, che meditava vendetta contro il re della città, Pelia, riesce a farlo uccidere dalle sue stesse figlie, convinte dalla maga di star donando al padre l'immortalità. Medea e Giasone sono dunque costretti a lasciare Iolco per Corinto; qui, tuttavia, Medea viene a sapere che Giasone, dal quale ella ha già avuto due figli, sta per sposare la figlia del signore della città, Creonte. Medea, dunque, uccide prima la promessa sposa di Giasone con una veste e un diadema avvelenati, poi i suoi stessi figli. È dunque costretta a scappare verso Atene, dove è accolta dal re Egeo.
I diciassette frammenti pervenutici possono facilmente essere ordinati grazie al confronto dell'opera di Ennio con quella di Euripide, di cui essa è la rielaborazione: Ennio, infatti, si mantiene particolarmente fedele al testo greco. L'opera si apre con un prologo  ambientato a Corinto, dove la nutrice ricorda le vicende degli Argonauti e la nascita della passione amorosa di Medea per Giasone:
(Frammento 133 Traglia; adattamento della trad. di G. Pontiggia.)
Segue, poi, il dialogo della nutrice con il pedagogo di Medea, che mettono gli spettatori al corrente dei fatti. Inizia dunque, con l'entrata di Medea in scena, il primo episodio (frammenti 136-141): ella spiega alle abitanti di Corinto perché avesse passato lungo tempo nel suo palazzo. Giunge intanto Creonte che ne decreta il bando dalla città; Medea, tuttavia, riesce a guadagnare la possibilità di rimanere a Corinto un giorno di più, per portare a termine, come spiega dialogando con il coro, la vendetta che ha organizzato. Al centro del secondo episodio (frammenti 142-144) è il dialogo fra Medea e Giasone: la maga ricorda all'amante quanto ha fatto per lui in Colchide, scegliendo di abbandonare la sua patria per seguirlo, ma Giasone gli risponde con freddezza, accusandola di aver agito spinta da un'insana passione:
(Frammento 144 Traglia; trad. di G. Pontiggia.)
Nel terzo episodio (frammento 145), Egeo promette ospitalità a Medea, che probabilmente nel quarto episodio, di cui non è rimasta alcuna testimonianza, tornava a dialogare con Giasone. Nel quinto ed ultimo episodio, Medea porta a compimento la vendetta che ha meditato: mentre il coro invoca gli dei perché impediscano alla maga di compiere il suo volere, ella saluta ed uccide i figli, per poi fuggire verso Atene a bordo di un carro trainato da cavalli alati, di fronte all'infelice e scosso Giasone.
Mentre in questo modo si chiude l'opera di Euripide, disponiamo di un frammento, il 149, che racconta l'arrivo di Medea ad Atene: Ennio, dunque, prolunga minimamente la sua opera rispetto al modello greco; alcuni studiosi, tuttavia, pensano che il frammento 149 sia parte di un'altra opera perduta, la Medea exul, in cui Ennio raccontava le vicende di Medea dopo la fuga da Corinto.
Il linguaggio dell'opera è particolarmente patetico ed enfatico: abbondano le interrogative e le esclamative, le allitterazioni ed altre figure retoriche come il chiasmo o la figura etimologica. I metri adoperati nei frammenti di cui disponiamo sono il senario giambico, il settenario trocaico, l'ottonario trocaico e il tetrametro anapestico; alcuni versi hanno, infine, ritmo giambico, altri dattilico-trocaico.